# Saturday Night at the Movies
Saturday Night at the Movies är en sång skriven av Barry Mann och Cynthia Weil, och inspelad av gruppen The Drifters från USA med Johnny Moore på sång, och släppt på singel som 1964 som högst nådde placeringen #18 på Billboard Hot 100 och #3 i Storbritannien.
Inger Öst spelade in sången med text på svenska av Green som På nian på lördag, och släppte den på singel i januari 1968 med Öppna ditt hjärta (Open Your Heart) som B-sida.
Den svenskspråkiga texten spelade 2008 in av Drifters (dansbandet från Sverige) på coveralbumet Tycker om dig: Svängiga låtar från förr.

### Fotnoter
1. ↑  ”1964” (på engelska). Retrohits. 11 mars 1964. Arkiverad från originalet den 25 november 2014. https://web.archive.org/web/20141125182555/http://retro-hits.com/1964.htm. Läst 19 oktober 2014.
2. ↑  ”Drifters” (på engelska). Every Hit. 11 mars 2013. Arkiverad från originalet den 12 oktober 2008. https://web.archive.org/web/20081012195559/http://www.everyhit.com/searchsec.php. Läst 19 oktober 2014.
3. ↑  Information i Svensk mediedatabas.
4. ↑  Information i Svensk mediedatabas.